# 塔馬林多區 (哥斯達黎加)

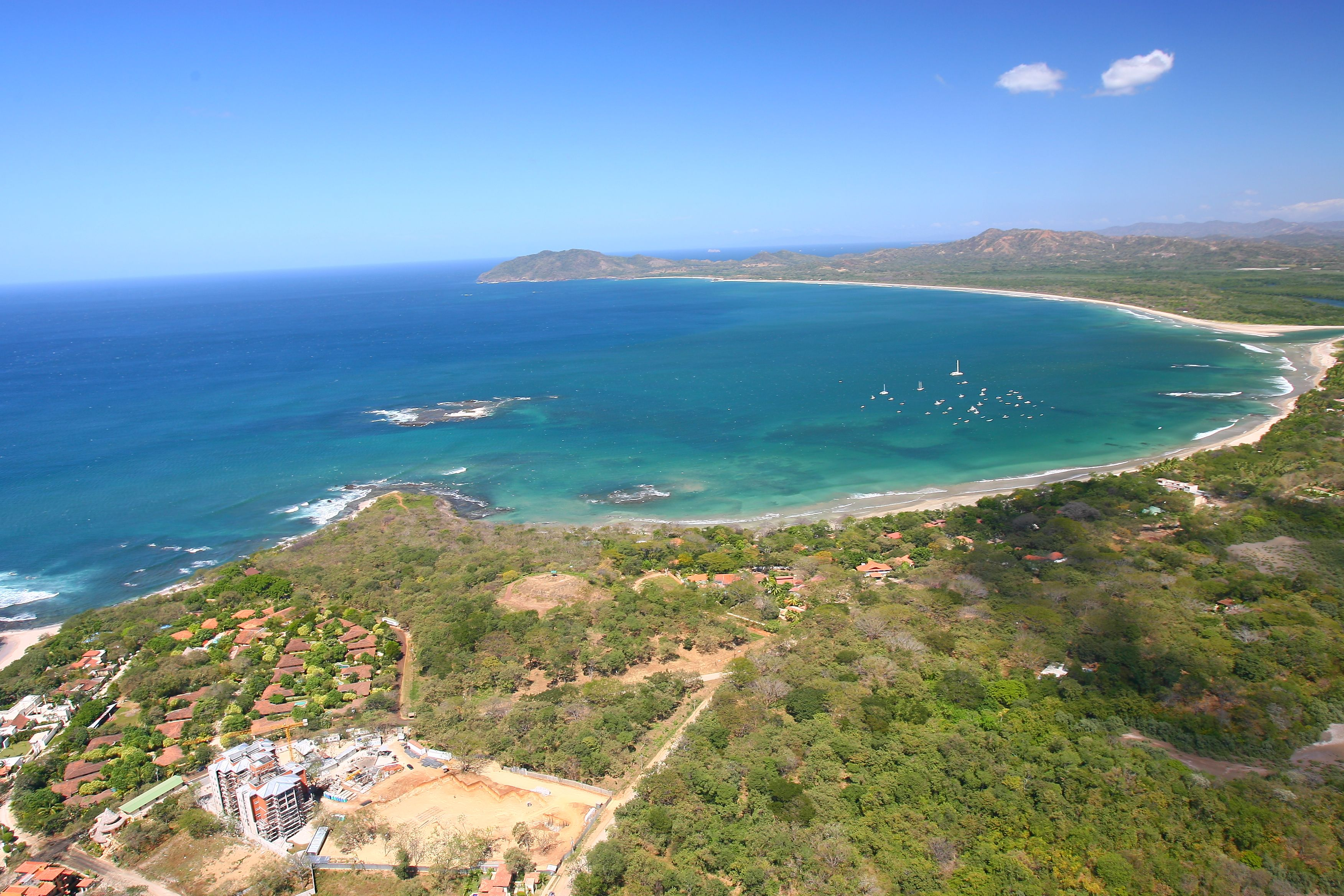

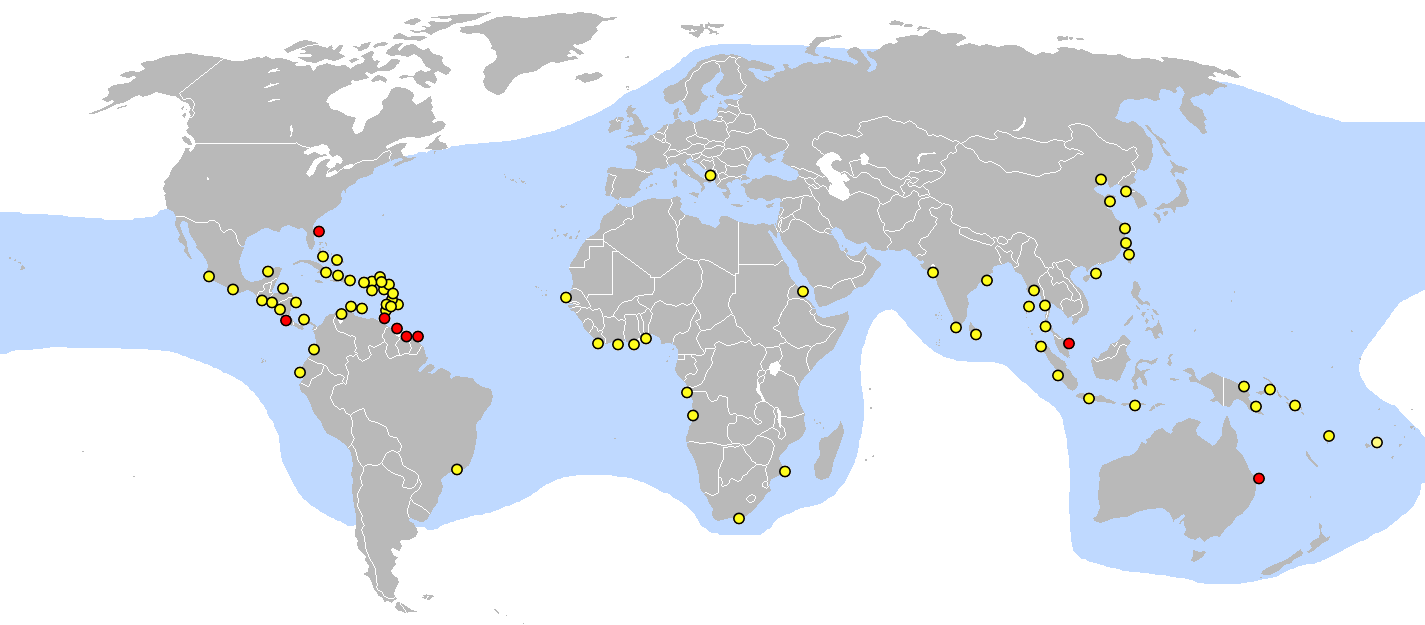

塔馬林多區（西班牙語：Tamarindo），是哥斯達黎加的一個區，位於該國西北部瓜納卡斯特省，始建於1995年11月27日，面積123.53平方公里，2008年人口4,136，人口密度每平方公里33.48人。